# Pistacia
Pistacia és un gènere de plantes amb flors amb una desena d'espècies dins la família Anacardiaceae. La seva distribució és a les Illes Canàries, nord-oest d'Àfrica, sud d'Europa, l'Àsia central i occidental i Amèrica del Nord (Mèxic, Texas).
Són arbusts o petits arbres de 5 a 15 m d'alt. Les fulles són de disposició alternada, compostes de manera pinnada i poden ser espècies caducifòlies o perennifòlies. Totes les espècies són de sexualitat dioica, però s'han trobat individus monoics de l'espècie Pistacia atlantica. S'estima que aquest gènere té una antiguitat d'uns 80 milions d'anys. Entre les espècies més conegudes hi ha el pistatxer, el llentiscle i el terebint.

## Cultiu i usos

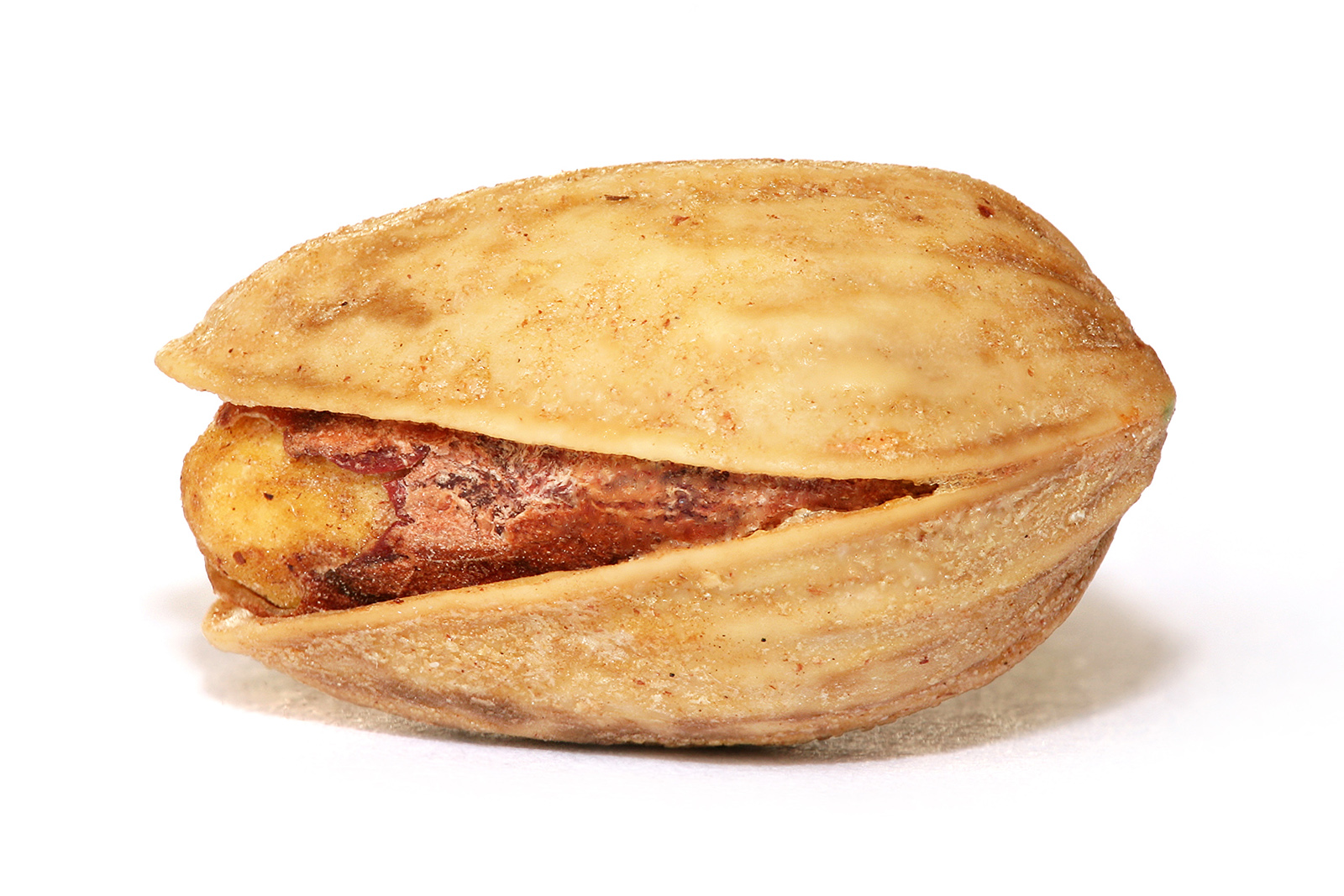
Llavors comestibles del pistatxer Pistacia vera

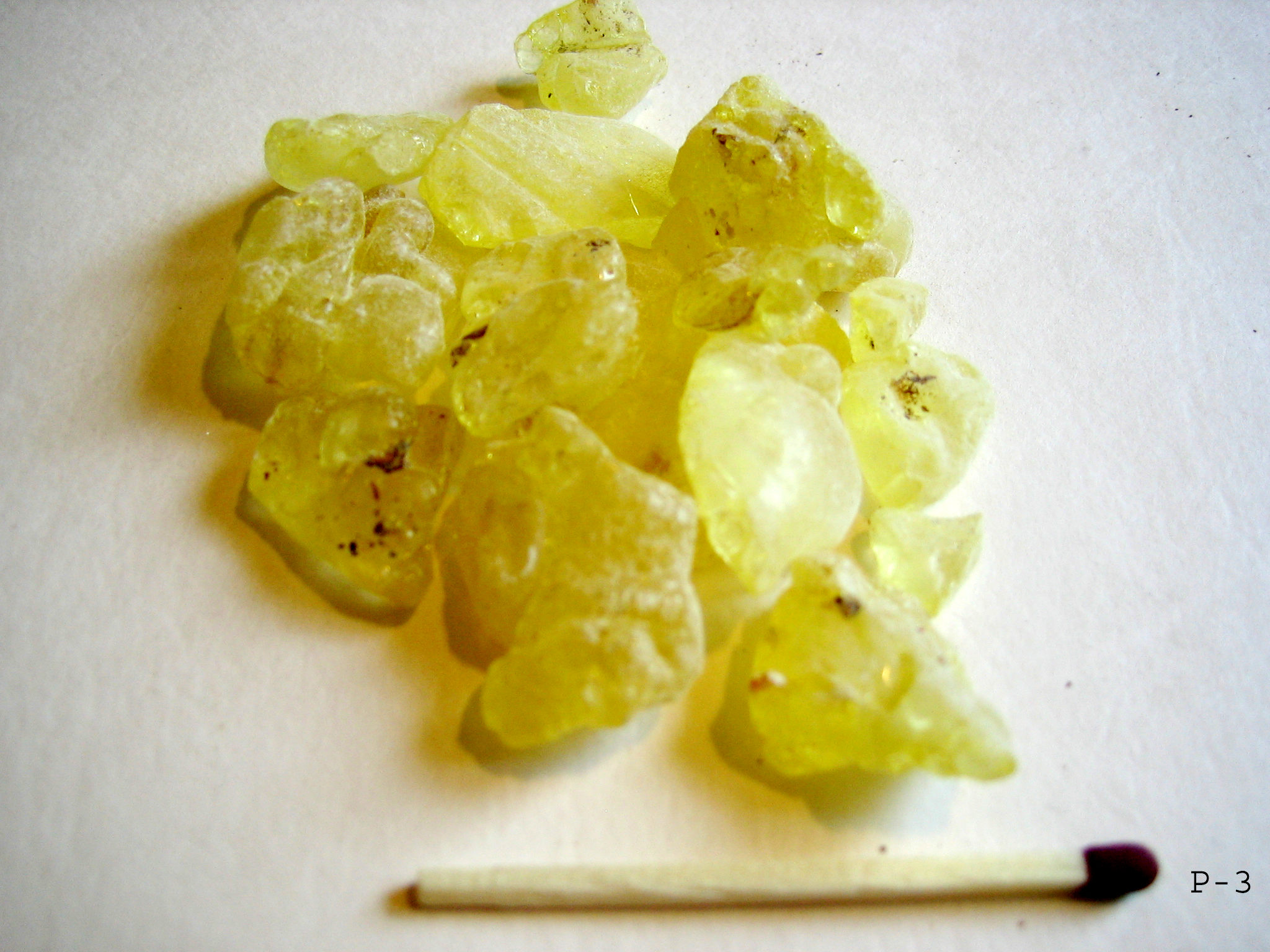
Màstic, resina del llentiscle (Pistacia lentiscus)

El pistatxer, Pistacia vera, dona els festucs: ja es consumien, en grans quantitats, en el Neolític. Altres espècies com el terebint, Pistacia terebinthus, també donen fruit comestibles, però normalment s'aprofiten per la seva resina, com també Pistacia palaestina. La resina del terebint mata certs bacteris i a les muntanyes Zagros s'han trobat gerres amb residus d'aquesta resina que es barrejava amb vi, datades de 5400-5000 aC. És una de les evidències de fabricació del vi més antiga que es coneixen.

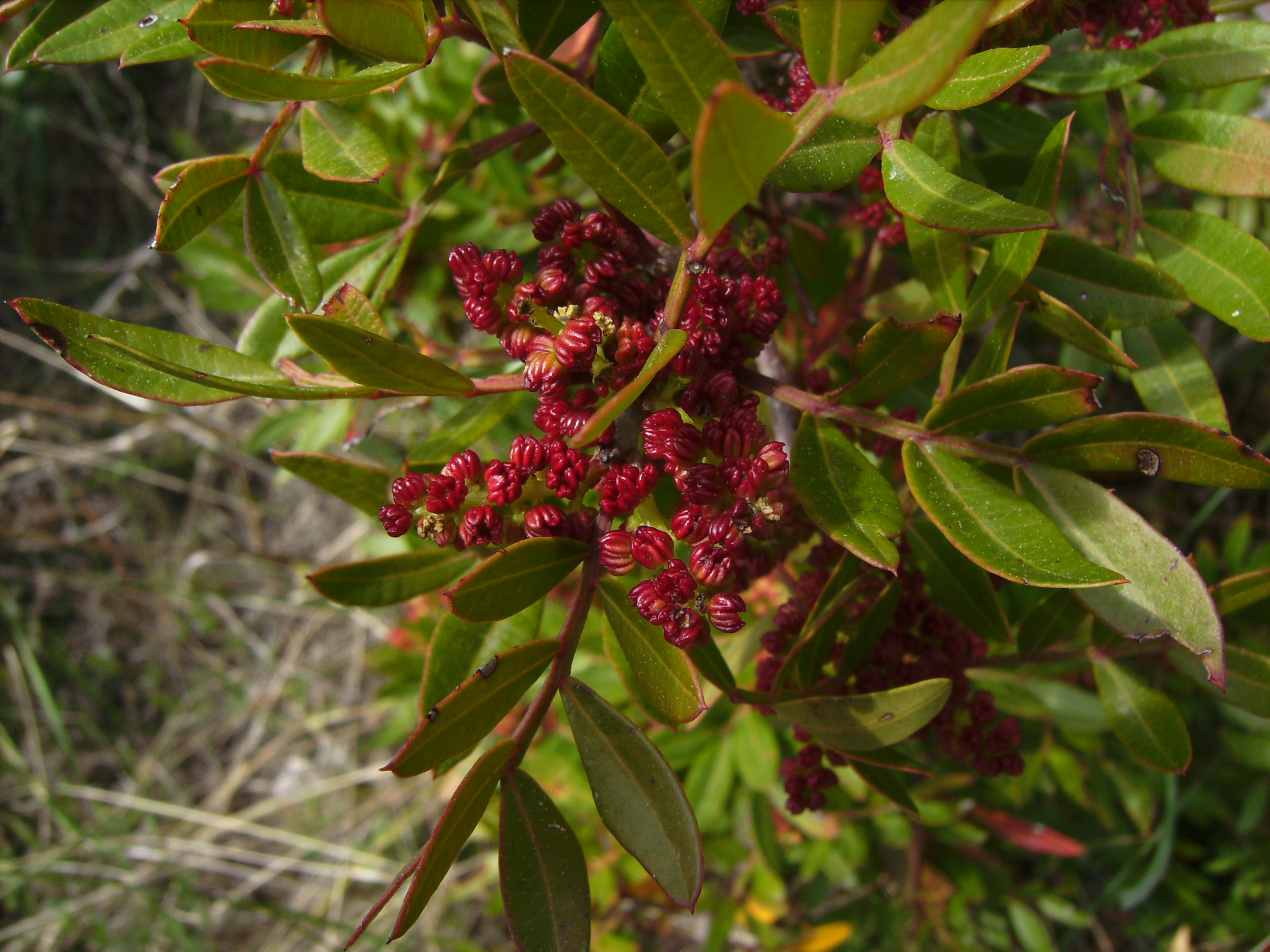
Flors quan comencen a obrir-se del llentiscle (Pistacia lentiscus)

El llentiscle o mata (Pistacia lentiscus) és un arbust o petit arbre molt comú a les zones càlides de la conca del Mediterrani i proporciona (sobretot a Grècia) una resina, molt apreciada, anomenada màstic.
El pistatxer xinès (Pistacia chinensis) es cultiva com a arbre ornamental apreciat pel color roig de les fulles a l'hivern a més de tenir l'avantatge de ser l'espècie més tolerant al fred del gènere Pistacia. Les espècies del gènere Pistacia alimenten diverses espècies de lepidòpters, entre elles Pavonia pavonia.

## Taxonomia
| - Pistacia aethiopica Kokwaro - Pistacia afghanistania - Pistacia atlantica Desf. – Betoum - Pistacia chinensis Bunge – Pistatxer xinès - Pistacia cucphuongensis Dai - Pistacia eurycarpa Yalt. - Pistacia integerrima J.Stewart - Pistacia khinjuk Stocks | - Pistacia lentiscus L. – Llentiscle - Pistacia malayana M.R.Henderson - Pistacia mexicana Kunth – Mèxic - Pistacia palaestina Boiss. - Pistacia texana Swingle – Texas - Pistacia terebinthus L. - Pistacia vera L. – Pistatxer - Pistacia weinmannifolia J.Poiss. ex Franch. |

Estava abans classificat dins Pistacia: Bursera simaruba (L.) Sarg. (com P. simaruba L.)